# 시모니타정
시모니타정(일본어: 下仁田町 시모니타마치[*])은 일본 군마현 남서부에 있는 간라군의 정이다.

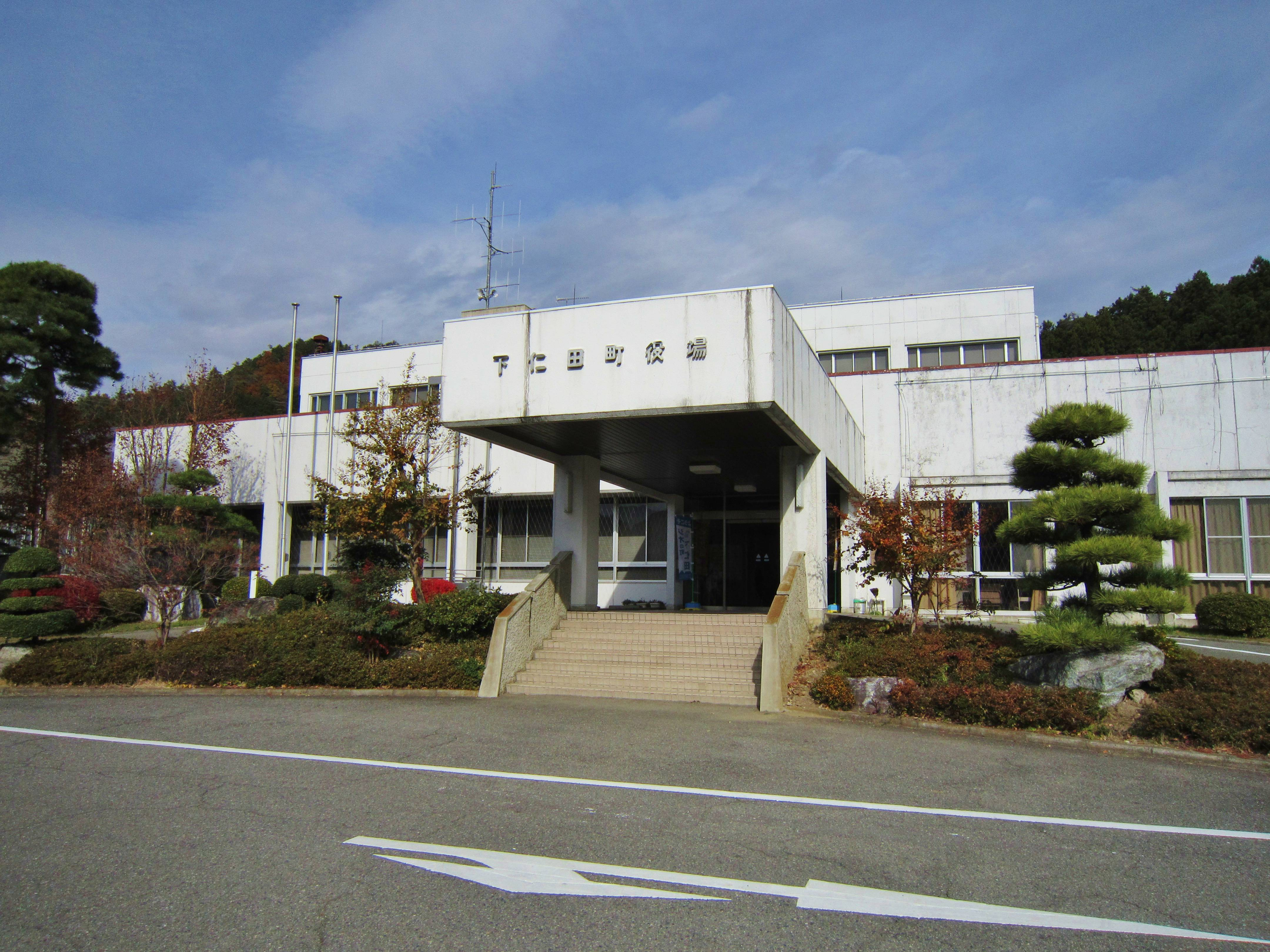
시모니타정 사무소

## 지리
정의 북부에서 서부로 나가노현 경계에 걸쳐 있고 묘기 아라후네 스케히사 고원 국립공원이 있다. 이 국립공원 내에는 기암으로 알려진 묘기산과 아라후네산이 있다. 또 나가노현 경계의 모노미산 동쪽 경사면에는 1887년에 개설된 "일본 최초의 서양식 목장"인 고즈 목장이 펼쳐져 있다.
동서 길이는 17.50km, 남북 길이는 10.25km이다. 정 면적 중 산림이 약 84%를 차지하고 있다.
시모니타 파와 곤약이 특산품이다.

## 역사
- 1889년 4월 - 정촌제 시행으로 기타칸라군 시모니타정을 포함한 1정 6촌이 성립하였다.
- 1950년 4월 - 기타칸라군이 간라군으로 명칭을 변경하였다.
- 1955년 3월 10일 - 시모니타정, 아오쿠라촌, 마야마촌, 사이모쿠촌, 오사카촌이 합병해 시모니타정이 성립했다.

## 인구
|                                                | |
| 시모니타정의 전국의 연령별 인구 분포（2005년） | 시모니타정의 연령·남녀별 인구 분포（2005년）                                                                              |
| ■자주색 ― 시모니타정 ■녹색 ― 일본전국          | ■파랑색 ― 남자 ■빨간색 ― 여자                                                                                             |
| · 시모니타정（에 해당되는 지역）의 인구추이    | |
| 일본 총무성 통계국 국세조사 결과               | |
|                                                | 이 그래프는 더 이상 지원되지 않는 레거시 그래프 확장 기능을 사용하고 있습니다. 새로운 차트 확장 기능으로 변환해야 합니다. |

2008년 10월 시점의 고령화율은 남자 35.15%, 여자 42.90%, 전체적으로 39.13%이다.

## 교통

### 철도
- 조신 전철 조신선

### 도로
- 조신에쓰 자동차도
- 국도 254호선(일본어판)